# 額爾奇木巴雅爾
額爾奇木巴雅爾（？年—1890年），又作額爾齊木巴雅爾、额尔和木白音，博尔济吉特氏。昭烏達盟巴林右翼旗人。清代蒙古王公。他是成吉思汗第30世孫，那木濟勒旺楚克之子。
清同治十三年（1874年），襲封巴林右旗扎薩克多羅郡王。光緒元年（1875年），因捐輸軍馬受獎勵。五年（1879年），獲選於乾清門行走。十五年（1889年），因光緒帝大婚禮成，加恩挑選在御前行走。十六年（1890年）薨逝，子札噶爾襲爵。